# Alte Pfarrkirche Michelbach

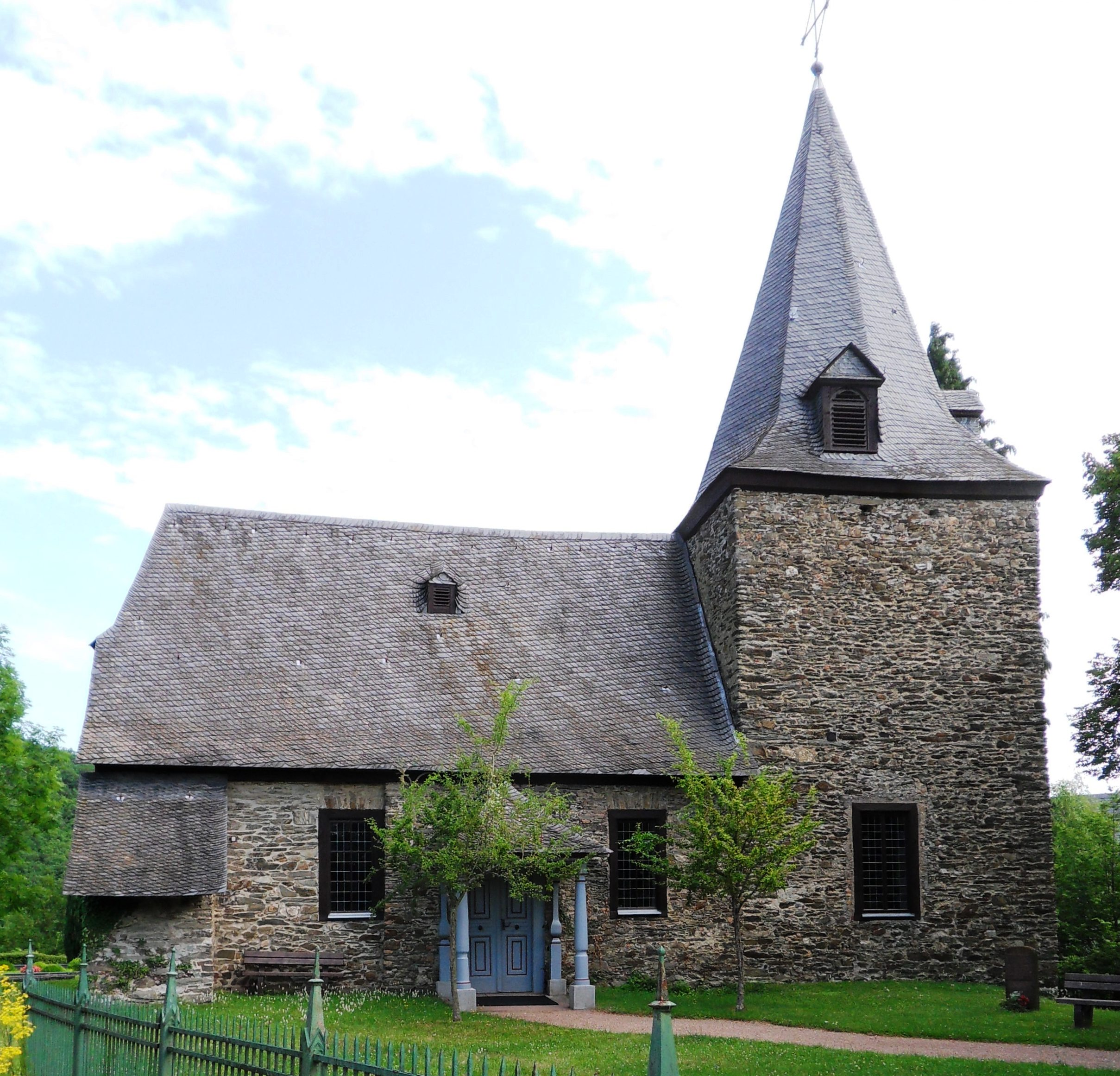
Alte Pfarrkirche Michelbach

Die Alte Pfarrkirche Michelbach, die seit 1953 als Trauerhalle dient, ist ein denkmalgeschütztes Bauwerk, das auf dem alten Teil des Friedhofs in Michelbach steht, einem Ortsteil der Gemeinde Aarbergen im südhessischen Rheingau-Taunus-Kreis.

## Beschreibung
Der Chorturm aus Bruchsteinen, der ursprünglich zu einer Wehrkirche gehörte, wurde im 12. Jahrhundert gebaut. Seinen achtseitigen, spitzen Helm mit den Dachgauben als Klangarkaden erhielt er erst später. Das ehemalige Kirchenschiff, ebenfalls aus Bruchsteinen, ist im Kern romanisch, wurde jedoch im 18. Jahrhundert verändert. Die Sakristei unter dem Pultdach wurde nach Süden an das Kirchenschiff angebaut. Im Erdgeschoss des Chorturms befindet sich ein spätgotisches Sakramentshaus.